# 군남초등학교 대창분교
군남초등학교 대창분교는 대한민국 전라남도 영광군 군남면 육창로 526 (대덕리)에 있었던 공립 초등학교이다.

## 연혁
- 1938년 6월 11일 군남공립심상소학교 부설 대창간이학교 개교(설립인가 5월 25일)
- 1944년 5월 1일 군남대창공립국민학교로 승격
- 1975년 3월 1일 13학급 인가 및 편성
- 1983년 3월 1일 병설유치원(1학급) 개원(설립인가 2월 26일)
- 1989년 9월 1일 벽지학교 지정(라급)
- 1996년 2월 17일 제47회 졸업(마지막회 14명) 총 2,560명 졸업
- 1996년 3월 1일 대창초등학교로 개칭
- 1996년 9월 1일 군남초등학교 대창분교장으로 격하
- 1999년 9월 1일 군남초등학교로 통폐합